# Цендровский, Болеслав Львович
Болесла́в Льво́вич Цендро́вский (14 мая 1926 года, Оловянная — 1 мая 2018 года, Советская Гавань) — советский и российский судоремонтник, директор Северного судоремонтного завода (1973—1987). Почётный гражданин города Советская Гавань (1991).

## Биография
Родился 14 мая 1926 году на станции Оловянная (ныне посёлок городского типа в Забайкальском крае) в семье железнодорожника. По национальности — поляк. В 1934 году вместе с родителями переехал в Новосибирск.
Участвовал в Великой Отечественной войне.
После окончания школы по путёвке Новосибирского обкома ВЛКСМ был направлен на учёбу во Владивостокское высшее мореходное училище (ДВВИМУ имени адмирала Г. И. Невельского; ныне Морской государственный университет). В 1949 году по собственному желанию перевёлся в Дальневосточный политехнический институт имени В. В. Куйбышева (ныне в составе ДВФУ) на кораблестроительный факультет по специальности «судовые механизмы».
После окончания института был в июне 1950 года направлен на завод № 263 в город Советская Гавань (будущий Северный судоремонтный завод) по путёвке Министерства судостроительной промышленности СССР. Начал трудовой путь в должности помощника мастера цеха № 4. Позже стал мастером участка, затем начальником слесарно-монтажного цеха. В 1958 году назначен главным инженером завода, занимал этот пост 15 лет. С 1973 по 1987 годы был директором завода. На двух последних постах руководил ремонтом более ста наименований судов, которые в тот период ремонтировал завод. Первоначально это были в основном военные суда — минные тральщики, торпедные катера, боевые и сторожевые корабли, дизельные подводные лодки, эскадренные миноносцы, артиллерийские и ракетные крейсера. В 1960-е годы завод перешёл в подчинение Министерства рыбного хозяйства СССР, после чего стал заниматься в основном судоремонтом флота рыбной промышленности. В частности под руководством Б. Л. Цендровского было организовано производство изделий промвооружения для рыбаков дальневосточного бассейна, а в 1964 году завод, впервые в мире, построил понтон плавучей драги с ковшом ёмкостью 600 литров для горнодобывающего предприятия «Лензолото».
Будучи директором завода — одного из двух, наряду с судоремонтным заводом № 1 ММФ СССР, градообразующих предприятий Советской Гавани, внёс большой вклад в строительство и благоустройство города. Стройтрестом № 508, при активной помощи ССРЗ, было построено несколько десятков многоквартирных жилых домов в городе. ССРЗ стал инициатором строительства городского стадиона «Спартак», коллектив завода внёс основной вклад в его строительство. В городе были установлены памятник воину-освободителю и монумент совгаванцам, погибшим в годы Великой Отечественной войны, спроектированные заводским художником А. С. Горобченко. Уделялось внимание развитию и благоустройству пионерского лагеря «Утёс», где летом отдыхали дети работников завода и других предприятий города, а также турбазы «Перекат», построенной силами заводчан. Было создано подсобное хозяйство завода, обеспечивавшее его работников молоком и мясом. Наконец, коллектив ССРЗ был инициатором развития в Советской Гавани коллективного садоводства: успех созданного этим коллективом садоводческого товарищества «Пионер» опроверг мнение, что садоводство в городе невозможно из-за сурового климата.
После ухода с поста директора Б. Л. Цендровский продолжил работать на ССРЗ до 1997 года, в общей сложности проработав там 47 лет.
На протяжении 13 лет был депутатом Советско-Гаванского городского совета, на протяжении 15 лет — председателем организации ветеранов ССРЗ.
Умер 1 мая 2018 года в городе Советская Гавань.

## Семья
Супруга - Вера Ануфриевна Цендровская. 

## Награды и звания
- орден Трудового Красного Знамени (1976)
- орден «Знак Почёта» (1971)
- медаль «За доблестный труд. В ознаменование 100-летия со дня рождения В. И. Ленина» (1970)
- медаль «Ветеран труда»
- Отличник гражданской обороны СССР
- Отличник народного просвещения РСФСР - за помощь, оказанную ССРЗ школам Советской Гавани
- Персональный пенсионер республиканского значения
- Почётный гражданин Советской Гавани (решением Президиума Советско-Гаванского Совета народных депутатов от 29 апреля 1991 года № 79).
- Ветеран ССРЗ